# Institut de microélectronique et composants
Pour les articles homonymes, voir IMEC.
L'Institut de microélectronique et composants (IMEC) (en anglais Interuniversity microelectronics centre), est un institut de recherche interuniversitaire flamand en microélectronique et nanotechnologies situé à Louvain en Belgique. L'institut emploie plus de 5 500 personnes de 96 nationalités.

## Mission
L'IMEC se concentre sur la recherche concernant la prochaine génération de technologies microélectroniques et nanotechnologiques correspondant aux besoins de l'industrie dans trois à dix ans.
Trois tendances se dégagent dans l'industrie microélectronique mondiale, caractérisées par trois expressions :
- More Moore est la miniaturisation des composants électroniques va se poursuivre dans la prochaine décennie, conformément à la loi de Moore. La filière CMOS restera prépondérante pour les semiconducteurs dans un avenir proche prévisible (cf. International Technology Roadmap for Semiconductors).
- More than Moore est un projet qui vise à améliorer les filières CMOS actuelles pour développer de nouveaux micro- et nanocomposants améliorés tels que des microcapteurs, des microsystèmes électromécaniques (MEMS), ou des nanosystèmes électromécaniques (NEMS). Cette tendance combine l'intégration d'éléments hétérogènes, les techniques d'encapsulation innovantes et les microempilements 3D. Les applications envisagées sont en particulier médicales, microcomposants autonomes intégrés, etc.
- La convergence entre More Moore et More than Moore permet des prospectives scientifiques qui prédisent un besoin croissant de combinaison des grandes performances de type « More Moore » avec des capacités étendues de type « More than Moore ». Cette convergence a des conséquences sur la conception microélectronique, les processus de fonderie, d'intégration et d'encapsulation.

Des ruptures d'échelle créent des occasions d'intégration nouvelles, telles que l'intégration entre nanocomposants et biocomposants. Mais la maîtrise de l'intégration de nanocomposants complexes requiert une refonte des approches et des méthodes de conception. L'IMEC est l'un des instituts européens bien placés pour tirer avantage du développement des futures filières de nanoélectronique.

## Histoire
La fondation d'IMEC remonte à 1982 lorsque le gouvernement régional flamand a lancé un programme de soutien à l'industrie micro-électronique en Flandre. L'un des volets de ce programme a été la création d'un laboratoire de recherche en microélectronique, en proximité avec le laboratoire ESAT de la Katholieke Universiteit Leuven (KUL). Ce laboratoire est devenu l'IMEC. L'autre volet fut le soutien à la formation d'ingénieurs en microélectronique (INVOMEC & MTC, Microelectronics Training Center), fonction aujourd'hui assurée par l'IMEC elle-même.
L'IMEC a été ouvert en 1984 sous la forme d'une association sans but lucratif dirigée par le professeur Roger Van Overstraeten (KUL), sous la supervision d'un conseil d'administration comprenant des représentants de l'industrie, des universités flamandes et du gouvernement régional flamand. En juin 1999, le professeur Gilbert Declerck succède au professeur Roger Van Overstraeten à la tête de l'IMEC.
En 2005, une coopération entre l'IMEC et la TNO (Nederlandse Organisatie voor Toegepast Natuurwetenschappelijk Onderzoek) conduit à la création du Centre Holst. Ce centre de recherche a pour mission de créer des technologies génériques et de renforcer le potentiel d'innovation dans les domaines des transducteurs radio autonomes et des systèmes en couches minces. Le centre Holst est situé sur le campus de hautes technologies d'Eindhoven, aux Pays-Bas.
En 2008, l'IMEC est devenu un des premiers centres mondiaux de R&D en micro-et nanoélectronique, employant environ 1.600 chercheurs et ingénieurs. L'IMEC coopère aujourd'hui virtuellement avec tous les principaux fabricants mondiaux de semiconducteurs (on compte parmi ses partenaires privilégiés Intel, Samsung, STM, NXP Semiconductors, TSMC, Hynix, etc.) ainsi qu'avec la plupart des principales sociétés de conception électronique et d'équipementiers.
L'IMEC accueille et organise de nombreuses conférences annuelles et panels technologiques (e.g. ARRM, UCPSS), et met à disposition un environnement unique où les nouvelles technologies et techniques peuvent être évaluées, développées, affinées et validées.

## Campus
Le campus de l'IMEC comprend au total 24 400 m2 de locaux à usage de bureaux, laboratoires, centres de formation et pièces techniques.
Les éléments primordiaux sont les deux salles blanches qui fonctionnent dans un environnement semi-industriel.
- L'infrastructure de salle blanche la plus récente est compatible avec les galettes au dernier standard de 300 mm et avec des recherches en filière "More Moore" pour des processus technologiques jusqu'à 32 32 nm.
- La seconde salle blanche prend en charge des galettes de diamètre jusqu'à 200 mm et est compatible des recherches en filière "More than Moore". Elle est compatible de la fabrication de semiconducteurs avec des fonctionnalités augmentées telles que des capteurs, actionneurs, MEMS et NEMS.

L'IMEC possède en particulier une ligne pilote de production de cellules solaires en silicium, un laboratoire unique en son genre pour les recherches en bioélectronique, ainsi que l'état de l'art des équipements de caractérisation de matériaux et de tests de fiabilité. Pour la recherche sur les équipements nomades, un laboratoire de traitement du signal et multimédia est disponible, ainsi que les derniers outils de conception électronique.

## Domaines de recherche
- Nanoélectronique en filière CMOS
- Nanotechnologie et nanoélectronique en filière post-CMOS
- Caractérisation, fiabilité et modélisation
- Technologies multimodes multimédias (M4)
- Solutions pour transducteurs radio autonomes
- Cellules solaires (silicium, organique, couches minces CIGSe/CZTSe)
- Capteurs d'images rétroéclairés à grand champ en filière CMOS
- Encapsulation avancée et technologies d'interconnexion (Bumping, WLP)
- Empilement 3D (Through-Silicon Vias)
- Équipements à consommation optimisée basés sur des technologies de matériaux de classe III-V (GaN, GaAs...)
- Bioélectronique et neuroprothèses
- Électronique organique
- Composants et technologies radio
- MEMS pour les applications radiofréquences et millimétriques
- Méthodologies de conception et technologies de CAO électronique
- MEMS associées à la production d'énergie.